# 関西テレビ制作火曜夜10時枠の連続ドラマ
関西テレビ制作火曜夜10時枠の連続ドラマ（かんさいテレビせいさくかようよる10じわくのれんぞくドラマ）は、関西テレビ（KTV・カンテレ）を制作局として、フジテレビ系列で2期にわたって毎週火曜22時台（JST）に放送されていたテレビ作品（ドラマ、時代劇）枠である。

## 概要
火曜22時枠は1996年4月から始まったとされているが実際の歴史はかなり古く、枠のスタートは1965年10月からである。22:00 - 22:45の連続ドラマとして番組を開始（第1作品目は「京の川」）、1968年の「番茶も出花」から1970年の「わたしは許さない」までは「火曜劇場」という枠名が付き（日本テレビ版とは無関係）、続く1970年の「裁きの家」から1971年の「スッポン」までは「あなたの劇場」という枠名が付いた。1970年代後半には「柳生一族の陰謀」「服部半蔵 影の軍団」などの時代劇が、1983年から1984年にかけては、関西テレビ開局25周年特別番組として、「大奥」がヒットしている。
1985年10月よりドラマ枠を火曜22時枠から月曜22時枠に移動した。最初の1クールは時代劇「影の軍団 幕末編」を放送した後、1986年1月から1994年3月にかけては「月曜サスペンスシリーズ」と題して1クールごとにテーマタイトルを制定しつつ基本的には1話読み切り形式のサスペンスドラマを放送した。1994年4月以降は2 - 3ヶ月を1セットとした一般的な連続ドラマに路線を変更。一方、火曜22時枠はロート製薬前半部分一社提供のバラエティ枠（「三枝の愛ラブ!爆笑クリニック」→「ひらけ!GOMA王国」）となる。
1996年4月より月曜22時枠から移動する形で火曜22時枠の連続ドラマ枠が10年半ぶりに復活した。同時に月曜22時枠にはロート製薬前半一社提供のバラエティ枠が移動し、新番組として「SMAP×SMAP」が開始され、事実上バラエティ枠とは交換になった。また、この作品から福井テレビでも同時ネットを行うようになった。
また、1998年10月から1999年3月までの半年間、フジテレビ系列では20時・21時・22時と3本立てでドラマが放送されており、その後2001年4月から2003年8月までは20時台のドラマが時代劇として復活したため、20時からの3連続ドラマが復活、そして2003年10月から半年間は時代劇枠が19時に移動したため、20時のバラエティ枠を挟んで3本のドラマが編成されていた。
このドラマ枠は、全体としては1996年3月までの月曜22時枠のサスペンスシリーズ時代からの流れで比較的に社会性の強い作品が多いのが特徴であるが、コメディやホームドラマ的な作品も多い。
本枠のドラマは、時代劇、並びに月曜サスペンスの大半は大阪本社が制作を担当し、関西を中心とした西日本を舞台にしたものも数多く放送された（特に時代劇ではほとんどが東映と共同制作し、東映太秦映画村（京都市）にて撮影が行われていた）が、月曜サスペンスの一部、並びに1994年からの一般的な連続ドラマになってからは、主に東京支社制作部が企画し、フジ・メディア・ホールディングスの子会社である共同テレビやケイダッシュ系列のMMJ、ホリプロなど外部の制作プロダクションに委託して制作されているが、2005年7月期の「がんばっていきまっしょい」は監督・スタッフなど関西テレビの社員のみで集め、26年ぶりに完全自社制作によって制作した作品である。関西テレビでは今後、年に1回の程度で自社制作の連続ドラマを制作していく方針としている（但し、自社完全製作でも一部では外部プロダクションが製作協力という形で携わるものがある。また2010年、2014年は完全自社制作作品なし）。
関西テレビが制作会社と共同制作（表面上カンテレ単独制作で、外部会社が制作協力扱いのものも含む）した作品の再放送は、共同テレビ制作分を除いてフジテレビ系列外の地方局で関西テレビの権利が失効されてから放送されることもある。
2016年の枠廃止時点ではステレオ放送と文字多重放送を実施。作品によってはデータ放送を実施するものもあった。2004年1月期の「僕と彼女と彼女の生きる道」よりハイビジョン制作を開始。2010年7月期の「逃亡弁護士」から、アナログ放送では同年7月5日から地上デジタル放送への完全移行を前提に実施されるレターボックス放送での放送に移行した。
2005年7月期の「がんばっていきまっしょい」から提供クレジットが全スポンサーを対象にカラー表示になっている。また、通常の黒縁つきの白文字表示では少し細くなっている縁取りもカラー表示では「提供」の文字を含めて少し太くなっている。この形式は当枠と同じ関西テレビ制作でかつ当枠の直後に放送されていた「有吉弘行のダレトク!?」以降のバラエティ番組でも採用されており、月曜22時枠についても「所JAPAN」開始とともにカラースポンサー表示に切り替えた。スポンサード構成は、枠の固定スポンサー6-7社のほか、そのドラマの出演者がコマーシャル契約を結ぶスポンサー（いわゆる出演者枠）が数社含まれている。
2007年4月期は「鬼嫁日記 いい湯だな」が放送されたが、関西テレビの制作により放送されていた全国ネット番組『発掘!あるある大事典II』の捏造問題検証特番放送のため、当初の予定よりも1週間遅れることになった（詳細については「発掘!あるある大事典」の項を参照のこと）。また、同時期に日本テレビも同時間に「火曜ドラマ」が2009年の3月まで2年間放送された。
なお、2015年3月までは直前にあったドラマ枠のフジテレビ制作火曜21時枠ドラマの初回や最終回などで放送枠が拡大される場合、開始時刻が22:10や22:15と繰り下げとなることがあった。
放送終了後に、木曜劇場の作品予告が放送されていた。1996年4月から1998年9月までは作品予告の後に関西テレビからの送出で「ニュースJAPAN」の5秒予告も放送されていた（月曜の「SMAP×SMAP」も同様）。
2012年4月よりこの枠の直後である火曜23時台前半枠も関西テレビ制作になったことで、関西テレビ制作枠が連続する編成となった。それにより近年、関西テレビ制作による改編期の特番をこの2つの枠を統合して行う機会が増えている。また、2015年春から火曜21時台も関西テレビ制作枠となったため、火曜日21時以降のプライムタイム枠は関西テレビが独占することになった。また、火曜21時台が関西テレビ制作枠に改編されてからは改編期に21時から関西テレビ制作による2時間以上の特番を放送することもある。
しかし、2011年度にNHK総合テレビが「ドラマ10」、2014年度にTBSテレビが「火曜ドラマ」を新設して以降は3局で競合することとなり、視聴率が低迷。特に2015年の春以降からほとんどが平均視聴率が1桁を記録する作品が多くなるなど苦戦した。特に2015年4月期の「戦う!書店ガール」と同年7月期の「HEAT」については当初より放送回数を削減して放送した。「HEAT」に至っては、第6話で平成ドラマ史上最低の2.8%を記録した。
2016年7月期の「ON 異常犯罪捜査官・藤堂比奈子」をもって本枠は廃枠となり、2016年10月からそれまで同じ関西テレビ制作だったバラエティ枠と入れ替わる形で火曜21時枠へ移動し、空いた当枠には火曜23時台前半枠で放送されていた「有吉弘行のダレトク!?」が移動・拡大した。ちなみに、火曜23時台前半枠には引き続き関西テレビ制作で新たに「＃nakedEve」が放送開始されたため、2時間半にわたる関西テレビ制作による番組の連続編成は維持されることになり、2024年9月まで続いた。2024年10月以降からは、火曜21時枠は再びフジテレビ制作の連続ドラマ枠に転換したため。2015年春以前の番組編成に戻っている。
その後、火曜21時枠は2021年9月まで5年間放送された後、2021年10月からは同じ関西テレビ制作の月曜22時台のバラエティ枠と入れ替わる形で月曜22時枠に移動した。結果的に月曜22時枠がドラマ枠になるのは1996年3月以来25年半ぶりとなった。

## 第1期の作品リスト
ここでは1965年10月 - 1985年10月の作品を紹介する。

### 45分枠時代

#### 無印
- 京の川（1965年10月5日 - 11月30日）
- ここに教師あり
- 豚と真珠
- 黄水仙
- 山家慕情
- 夫婦善哉
- 野分
- しじみ河岸
- 四日のあやめ
- 釣忍
- 山椿
- 母の記録
- さのさ節
- 土性っ骨（1966年9月6日 - 12月27日）
- 庖丁
- うどん（1967年2月7日 - 5月30日）
- 異母兄弟
- 蝶子はん（1967年8月1日 - 11月21日）
- そしてあしたは
- 雨あがる（1967年単発）
- 橋の下
- 暴風雨の中
- 将監さまの細道
- 蛙
- 西陣物語（1968年2月6日 - 9月24日）

#### 火曜劇場
- 番茶も出花（1968年10月 - 1969年3月）
- わが母は聖母なりき（1969年4月1日 - 7月29日）
- 赤ん坊夫人（1969年8月5日 - 9月9日）
- 加茂川の女
- ごちそうさん（1969年10月7日 - 12月30日）
- わたしは許さない（1970年1月 - 3月）

#### あなたの劇場
- 裁きの家
- 世の中さかさま
- Oh.カンパク君!
- スッポン

### 1時間枠時代
- 愛と死の砂漠（1971年4月6日 - 9月28日、松本清張原作、ここから22:00 - 22:56）
- 江戸巷談・花の日本橋（1971年10月5日 - 1972年3月28日）
- 忍法かげろう斬り（1972年4月4日 - 9月26日）
- 眠狂四郎（田村正和版）（1972年10月3日 - 1973年3月27日、ここから22:00 - 22:55）
- 真夜中の警視（1973年4月3日 - 5月15日）
- 追跡 （1973年5月22日 - 9月4日、この後は海外作品『痛快!自動車野郎』をつなぎとして放送）
- どてらい男（1973年10月2日 - 1975年3月25日、1975年4月以降は日曜21時へ移動）
- けんか安兵衛（1975年4月1日 - 9月30日。これのみ『白雪劇場』）
- 宮本武蔵（十代目市川海老蔵版）（1975年10月7日 - 1976年3月30日、ここから22:00 - 22:54）
- お耳役秘帳（1976年4月6日 - 9月28日）
- コードナンバー108 7人のリブ（1976年10月5日 - 12月28日）
- 事件(秘)お料理法（1977年1月4日 - 3月29日）
- 菜の花の女（1977年4月5日 - 6月28日）
- 志都という女（1977年7月5日 - 9月27日）
- 女がふりむくとき（1977年10月4日 - 12月27日）
- 炎の家・愛は二度生まれる
- 忘れがたき日々
- 柳生一族の陰謀（1978年10月3日 - 1979年6月26日）
- 雲霧仁左衛門
- 騎馬奉行（1979年10月2日 - 1980年3月25日）
- 服部半蔵 影の軍団（1980年4月1日 - 9月30日）
- 旅がらす事件帖（1980年10月7日 - 1981年3月31日）
- 闇を斬れ（1981年4月7日 - 9月29日）
- 影の軍団II（1981年10月6日 - 1982年3月30日）
- 影の軍団III（1982年4月6日 - 9月28日）
- 暁に斬る!（1982年10月5日 - 1983年3月29日）
- 大奥（1983年版）（1983年4月5日 - 1984年3月27日）
- 流れ星佐吉（1984年4月3日 - 1984年9月25日）
- 暴れ九庵（1984年10月2日 - 1985年3月26日）
- 影の軍団IV（1985年4月2日 - 10月1日）

第2期として復活するまでの10年半はロート製薬前半部分一社提供のバラエティ番組（『三枝の愛ラブ!爆笑クリニック』 → 『ひらけ!GOMA王国』、この期間も関西テレビ制作）を編成していたため中断。

## 第2期の平均視聴率10傑
| 位   | 作品名                   | 放送年 | 視聴率 |
| ---- | ------------------------ | ------ | ------ |
| 1位  | GTO                      | 1998年 | 28.5%  |
| 2位  | 僕と彼女と彼女の生きる道 | 2004年 | 20.8%  |
| 3位  | いいひと。               | 1997年 | 20.4%  |
| 4位  | 僕の歩く道               | 2006年 | 18.3%  |
| 5位  | 結婚できない男           | 2006年 | 17.1%  |
| 6位  | アットホーム・ダッド     | 2004年 | 16.9%  |
| 7位  | ブスの瞳に恋してる       | 2006年 | 16.0%  |
| 8位  | 僕の生きる道             | 2003年 | 15.5%  |
| 9位  | アンフェア               | 2006年 | 15.4%  |
| 10位 | 鬼嫁日記                 | 2005年 | 15.4%  |

以上のデータはビデオリサーチ調べ、関東地区・世帯・リアルタイム。

## 第2期の最高視聴率10傑
| 位   | 作品名                   | 放送年 | 視聴率                  |
| ---- | ------------------------ | ------ | ----------------------- |
| 1位  | GTO                      | 1998年 | 35.7%（最終回）         |
| 2位  | 僕と彼女と彼女の生きる道 | 2004年 | 27.1%（最終回）         |
| 3位  | いいひと。               | 1997年 | 24.6%（初回）           |
| 4位  | 結婚できない男           | 2006年 | 22.0%（最終回）         |
| 5位  | 僕の生きる道             | 2003年 | 21.6%（最終回）         |
| 6位  | 僕の歩く道               | 2006年 | 20.5%（最終回）         |
| 7位  | ブスの瞳に恋してる       | 2006年 | 19.9%（初回）           |
| 8位  | アットホーム・ダッド     | 2004年 | 19.1%（第10回、最終回） |
| 9位  | ショカツ                 | 2000年 | 18.0%（初回）           |
| 10位 | 花村大介                 | 2000年 | 17.2%（最終回）         |

以上のデータはビデオリサーチ調べ、関東地区・世帯・リアルタイム。

## 第2期の作品リスト
ここではドラマ枠が月曜22時枠（第1期）から移行した1996年4月 - 2016年9月の作品を紹介する。
なお、共同テレビジョンとの共同制作の場合、2010年10月以降は「制作 関西テレビ、制作・著作 共同テレビ」→「制作 8 カンテレ、制作・著作 共同テレビ」でクレジットされているが、他のプロダクションとの共同制作の場合は一律「制作 関西テレビ、（外部プロダクション名）」→「制作 8 カンテレ、（外部プロダクション名）」と、自社完全制作の場合は「制作著作 関西テレビ」→「制作著作 8 カンテレ」とそれぞれクレジットされており、これは後継に当たる火曜21時枠→月曜22時枠（第2期）も同様のことである。

### 1990年代

#### 1996年
勝利の女神
主演：中居正広
脚本：田渕久美子、野依美幸
主題歌：ウルフルズ「バンザイ 〜好きでよかった〜」
制作：共同テレビ

もう我慢できない!
主演：若村麻由美
原作：赤星たみこ「エクレア気分」より（光文社刊）
脚本：橋本以蔵
主題歌：LINDBERG「Green eyed Monster」
制作：Gカンパニー

ゆずれない夜
主演：賀来千香子
原作：連城三紀彦「隠れ菊」（新潮社新潮文庫刊）
脚本：金子成人、石井夏美
主題歌：工藤静香「激情」
制作：アズバーズ

#### 1997年
彼
主演：篠ひろ子
脚本：竹山洋
主題歌：ダイアナ・ロス「Promise Me You'll Try」
制作：ネクストプロデュース

いいひと。
主演：草彅剛
原案：高橋しん（小学館ビッグコミックススピリッツ刊）
脚本：田辺満、中谷まゆみ、三上幸四郎、樫田正剛
主題歌：SMAP「セロリ」
制作：共同テレビ

フェイス
主演：武田真治
脚本：吉本昌弘、尾崎将也
主題歌：ローリング・ストーンズ「悲しみのアンジー」
制作：AVEC

シングルス
主演：天海祐希、水野真紀、洞口依子
原作：家田荘子（光文社光文社文庫刊・『非婚〜揺れる30代シングル〜』より）
脚本：西荻弓絵
主題歌：シカゴ「ムーンライト・セレナーデ」
制作：共同テレビ

#### 1998年
太陽がいっぱい
主演：中村雅俊
脚本：土屋斗紀雄
主題歌：相川七瀬「彼女と私の事情」
制作：共同テレビ

ドンウォリー!
主演：近藤真彦
脚本：奥寺佐渡子、吉本昌弘、友澤晃、鈴木貴子
主題歌：近藤真彦「KING and QUEEN」
制作：AVEC

GTO
主演：反町隆史
原作：藤沢とおる「GTO」（講談社少年マガジンKC刊）
脚本：遊川和彦、菅良幸
主題歌：反町隆史「POISON〜言いたい事も言えないこんな世の中は〜」
制作：AVEC

ソムリエ
主演：稲垣吾郎
原作：城アラキ、甲斐谷忍（集英社SCオールマン刊）
脚本：田辺満、樫田正剛
制作：共同テレビ

#### 1999年
こいまち
主演：清水美砂、高橋由美子、大河内奈々子ほか
脚本：水島総、浪江裕史、尾崎将也、畑嶺明、長谷川康夫、石川彰
主題歌：サザンオールスターズ「素敵な夢を叶えましょう」
制作：リバース

傷だらけの女
主演：高島礼子
脚本：両沢和幸、橋本以蔵
主題歌：吉田拓郎「心の破片」
制作：MMJ

救急ハート治療室
主演：財前直見
原作：沖野ヨーコ（講談社KCKiss刊）
脚本：中山乃莉子、吉本昌弘、友澤晃一、宇山圭子
主題歌：hitomi「there is...」
制作：AVEC

砂の上の恋人たち
主演：長瀬智也、本上まなみ
脚本：伴一彦
主題歌：ACO「悦びに咲く花」
制作：共同テレビ

### 2000年代

#### 2000年
イマジン
主演：深田恭子、黒木瞳
原作：槙村さとる（集英社クイーンズコミックス刊）
主題歌：深田恭子「煌めきの瞬間」
制作：Gカンパニー

ショカツ
主演：松岡昌宏、田中美佐子
原作：佐竹一彦（KADOKAWA角川文庫刊）
脚本：戸田山雅司、田辺満、高山直也、秦建日子
主題歌：TOKIO「愛はヌード」
制作：共同テレビ

花村大介
主演：ユースケ・サンタマリア
脚本：尾崎将也
主題歌：木村由姫「LOVE & JOY」
制作：MMJ

神様のいたずら
主演：岸谷五朗、財前直見
脚本：江頭美智留、松田裕子
主題歌：サザンオールスターズ「この青い空、みどり 〜BLUE IN GREEN〜」
制作：共同テレビ

#### 2001年
2001年のおとこ運
主演：菅野美穂
脚本：野依美幸
主題歌：JUDY AND MARY「ラッキープール」
制作：AVEC

ルーキー!
主演：堂本光一
脚本：尾崎将也、旺季志ずか
主題歌：KinKi Kids「情熱」
制作：MMJ

ウソコイ
主演：中井貴一、フェイ・ウォン
脚本：高橋ナツコほか
主題歌：フェイ・ウォン「セパレイト・ウェイズ」
制作：大映（現：角川映画）

傷だらけのラブソング
主演：高橋克典
脚本：尾崎将也
主題歌：中島美嘉「STARS」
制作：MMJ

#### 2002年
恋するトップレディ
主演：中谷美紀
脚本：田辺満、高山直也、小椋久雄ほか
主題歌：エンリケ・イグレシアス「HERO」
制作：共同テレビ

春ランマン
主演：押尾学
脚本：樫田正剛
主題歌：revenus「アカシア」
制作：AVEC

天体観測
主演：伊藤英明
脚本：秦建日子
主題歌：中島美嘉「WILL」
制作：共同テレビ

アルジャーノンに花束を
主演：ユースケ・サンタマリア
原作：ダニエル・キイス（早川書房ハヤカワ文庫刊）
脚本：岡田惠和
主題歌：ジェニファー・ウォーンズ「ソング・オブ・バーナデッド」
制作：MMJ

#### 2003年
僕の生きる道
主演：草彅剛
脚本：橋部敦子
主題歌:SMAP「世界に一つだけの花」
制作：共同テレビ

マルサ!!東京国税局査察部
主演：江角マキコ
脚本：戸田山雅司
主題歌：星村麻衣「GET HAPPY」
制作：アズバーズ

クニミツの政
主演：押尾学
原作：安童夕馬、朝基まさし（講談社少年マガジンKC刊）
脚本：大石哲也
主題歌：LIV「Are you alive?」
制作：AVEC

ハコイリムスメ!
主演：飯島直子、深田恭子
脚本：中園ミホ
主題歌：LOVE PSYCHEDELICO「My last fight」
制作：共同テレビ

#### 2004年
僕と彼女と彼女の生きる道
主演：草彅剛
脚本：橋部敦子
主題歌：&G「Wonderful Life」
制作：共同テレビ

アットホーム・ダッド
主演：阿部寛
脚本：尾崎将也
主題歌：Jackson vibe「朝焼けの旅路」
制作：MMJ

君が想い出になる前に
主演：観月ありさ
脚本：清水友佳子、横田理恵、李正姫
主題歌：安室奈美恵「ALL FOR YOU」
制作：共同テレビ

マザー&ラヴァー
主演：坂口憲二
脚本：岡田惠和
主題歌：Angelina「Sounds of Love ~しあわせについて~」
制作：MMJ

#### 2005年
みんな昔は子供だった
主演：国仲涼子
脚本：水橋文美江、永田優子
主題歌：MISIA 「星空の片隅で」
制作：共同テレビ

曲がり角の彼女
主演：稲森いずみ
脚本：後藤法子
主題歌：shela「Dear my friends」
制作：MMJ

がんばっていきまっしょい
主演：鈴木杏
原作：敷村良子（幻冬舎幻冬舎文庫刊）
脚本：金子ありさ
主題歌：aiko「キラキラ」
自社完全制作第1弾

鬼嫁日記
主演：観月ありさ
脚本：尾崎将也
原作：カズマ「実録鬼嫁日記」（アメーバブックス刊）
主題歌：中ノ森BAND「Oh My Darlin'」
制作：MMJ

#### 2006年
アンフェア
主演：篠原涼子
原作：秦建日子「推理小説」（河出書房新社河出文庫刊・刑事・雪平夏見シリーズより）
脚本：佐藤嗣麻子
主題歌：伊藤由奈「Faith」
制作：共同テレビ

ブスの瞳に恋してる
主演：稲垣吾郎
原作：鈴木おさむ（マガジンハウス刊）
脚本：マギー
主題歌：倖田來未「恋のつぼみ」
制作協力：ホリプロ
自社完全制作第2弾

結婚できない男
主演：阿部寛
脚本：尾崎将也
主題歌：Every Little Thing「スイミー」
制作：MMJ

僕の歩く道
主演：草彅剛
脚本：橋部敦子
主題歌：SMAP「ありがとう」
制作：共同テレビ

#### 2007年
ヒミツの花園
主演：釈由美子
脚本：永田優子
主題歌：安室奈美恵「Baby Don't Cry」
制作：MMJ

鬼嫁日記 いい湯だな
主演：観月ありさ
原作：カズマ「実録鬼嫁日記」（アメーバブックス刊）
脚本：尾崎将也
主題歌：谷村奈南「Again」
制作：MMJ

牛に願いを Love&Farm
主演：玉山鉄二
脚本：金子ありさ
主題歌:槇原敬之「GREEN DAYS」
制作協力：北海道文化放送
自社完全制作第3弾

スワンの馬鹿! 〜こづかい3万円の恋〜
主演：上川隆也
脚本：山田俊昌、旺季志ずか
主題歌:ハラフウミ（原由子&風味堂）「夢を誓った木の下で」
制作：共同テレビ

#### 2008年
あしたの、喜多善男〜世界一不運な男の、奇跡の11日間〜
主演：小日向文世
原案：島田雅彦「自由死刑」（集英社集英社文庫刊）
脚本：飯田譲治
主題歌：山崎まさよし「真夜中のBoon Boon」
制作：MMJ

無理な恋愛
主演：堺正章
脚本：岡田惠和
主題歌：堺正章「忘れもの」
制作：MMJ

モンスターペアレント
主演：米倉涼子
脚本：荒井修子、佐藤久美子
主題歌：徳永英明「愛が哀しいから」
制作：共同テレビ

チーム・バチスタの栄光
主演：伊藤淳史、仲村トオル
原作：海堂尊「チーム・バチスタの栄光」（宝島社このミステリーがすごい文庫刊）
脚本：後藤法子
主題歌：青山テルマ「守りたいもの」
制作：MMJ

#### 2009年
トライアングル
主演：江口洋介
原作：新津きよみ（KADOKAWA刊）
脚本：水橋文美江
主題歌：小田和正「さよならは 言わない」
制作協力：5年D組
自社完全制作第4弾

白い春
主演：阿部寛
脚本：尾崎将也
主題歌：阪井あゆみ「横顔」
制作：MMJ

恋して悪魔〜ヴァンパイア☆ボーイ〜
主演：中山優馬
脚本：小川智子、大久保ともみ、半澤律子
主題歌：中山優馬 w/B.I.Shadow「悪魔な恋」
制作：共同テレビ

リアル・クローズ
主演：香里奈
原作：槇村さとる「Real Clothes」（集英社YOUコミックス刊）
脚本：大島里美
主題歌：坂詰美紗子「きっと大丈夫」
制作協力：ホリプロ
自社完全制作第5弾

### 2010年代

#### 2010年
まっすぐな男
主演：佐藤隆太
脚本：尾崎将也
主題歌：トータス松本「ストレイト」
制作：MMJ

チーム・バチスタ2 ジェネラル・ルージュの凱旋
主演：伊藤淳史、仲村トオル、西島秀俊
原作：海堂尊「ジェネラル・ルージュの凱旋」（宝島社このミステリーがすごい文庫刊）
主題歌：松田聖子「いくつの夜明けを数えたら」
制作：MMJ

逃亡弁護士
主演：上地雄輔
原作：髙田優・作画、剛英城・原案「逃亡弁護士 成田誠」（小学館ビッグコミックス刊）
脚本：渡辺雄介ほか
主題歌：和紗「Stand Up For Love」
制作：ホリプロ

ギルティ 悪魔と契約した女
主演：菅野美穂
脚本：大久保ともみ、平野悠希
主題歌：JUJU「この夜を止めてよ」
制作：共同テレビ

#### 2011年
美しい隣人
主演：仲間由紀恵、檀れい
脚本：神山由美子
主題歌：東方神起「Why? (Keep Your Head Down)」
制作：MMJ

グッドライフ〜ありがとう、パパ。さよなら〜
主演：反町隆史
原作：チョ・チャンイン「グッドライフ」（小学館小学館文庫刊）
脚本：大島里美
主題歌：JUJU「また明日...」
自社完全制作第6弾

チーム・バチスタ3 アリアドネの弾丸
主演：伊藤淳史、仲村トオル
原作：海堂尊「アリアドネの弾丸」（宝島社このミステリーがすごい文庫刊）
脚本：後藤法子ほか
主題歌：Do As Infinity「アリアドネの糸」
制作：MMJ

HUNTER〜その女たち、賞金稼ぎ〜
主演：米倉涼子
脚本：伴一彦ほか
主題歌：倉木麻衣「Strong Heart」
制作：共同テレビ

#### 2012年
ハングリー!
主演：向井理
脚本：大森美香
主題歌：THE BAWDIES「ROCK ME BABY」
制作：ホリプロ

37歳で医者になった僕〜研修医純情物語〜
主演：草彅剛
原作：川渕圭一「研修医純情物語 〜先生と呼ばないで〜」「ふりかえるなドクター 〜研修医純情物語〜」（幻冬舎幻冬舎文庫刊）
脚本：古家和尚
主題歌：サカナクション「僕と花」
自社完全制作第7弾

GTO（2012年リメイク・第1シリーズ）
主演：AKIRA（EXILE）
原作・構成協力：藤沢とおる（「GTO」「GTO SHONAN 14DAYS」・講談社少年マガジンKC刊）
脚本：深沢正樹、山岡潤平、田中眞一
主題歌：EXILE TRIBE「24karats TRIBE OF GOLD」
制作：MMJ

ゴーイング マイ ホーム
主演：阿部寛
監督・脚本・編集：是枝裕和
主題歌：槇原敬之「四つ葉のクローバー」
制作：テレビマンユニオン

#### 2013年
サキ
主演：仲間由紀恵
脚本：渡辺千穂
主題歌：東方神起「Catch Me -If you wanna-」
制作：MMJ

幽かな彼女
主演：香取慎吾
脚本：古家和尚
主題歌：SMAP「Joy!!」
製作協力：ジニアス
自社完全制作第8弾

スターマン・この星の恋
主演：広末涼子
脚本：岡田惠和
主題歌：YUKI「STARMANN」
制作：ホリプロ

よろず占い処 陰陽屋へようこそ
主演：錦戸亮
原作：天野頌子「陰陽屋シリーズ」（ポプラ社ポプラ文庫ピュアフル刊）
脚本：黒岩勉
主題歌：関ジャニ∞「ココロ空モヨウ」
制作著作：共同テレビ

#### 2014年
チーム・バチスタ4 螺鈿迷宮
主演：伊藤淳史、仲村トオル
原作：海堂尊「螺鈿迷宮」（宝島社このミステリーがすごい文庫刊）
脚本：後藤法子
主題歌：東方神起「Hide & Seek」
制作：MMJ

ブラック・プレジデント
主演：沢村一樹
脚本：尾崎将也
主題歌：コブクロ「陽だまりの道」
制作：MMJ

GTO（2012年リメイク・第2シリーズ）
主演：AKIRA
原作・構成協力：藤沢とおる（「GTO」「GTO SHONAN 14DAYS」・講談社少年マガジンKC刊）
脚本：飯塚健ほか
主題歌：E-girls「Highschool ♡ love」
制作：MMJ

素敵な選TAXI
主演：竹野内豊
脚本：バカリズム
主題歌：aiko「あたしの向こう」
制作：MMJ

#### 2015年
銭の戦争
主演：草彅剛
原作：パク・イングォン『銭の戦争』
脚本：後藤法子
主題歌：SMAP「華麗なる逆襲」
製作協力：ジニアス
自社完全制作第9弾
同番組を持って当枠での『関西テレビ』表記を終了。

戦う!書店ガール
主演：渡辺麻友、稲森いずみ
原作：碧野圭「書店ガール」シリーズ（PHP研究所PHP文庫刊）
脚本：渡辺千穂
主題歌：渡辺麻友「出逢いの続き」
自社完全制作第10弾
新CI導入に伴い、同番組から制作局クレジット表記が『8 カンテレ』に変更された。
同番組から提供のCM放送時間がLIONのみ60秒、他社30秒から全社30秒に移行。

HEAT
主演：AKIRA（EXILE）
原作：秦建日子（KADOKAWA角川文庫刊）
脚本：丑尾健太郎、大浦光太、坪田文
演出：小林義則、佐藤源太
主題歌：EXILE ATSUSHI＋AI「Be Brave」
製作著作：共同テレビ

サイレーン 刑事×彼女×完全悪女
主演：松坂桃李
原作：山崎紗也夏『サイレーン』（講談社モーニングKC刊）
脚本：佐藤嗣麻子
主題歌：Anly「太陽に笑え」
製作協力：ホリプロ
自社完全制作第11弾
同作品は、ダイハツ・キャストとのコラボレーションによるインフォマーシャル（木村文乃出演）が実施されていた。

#### 2016年
お義父さんと呼ばせて
主演：遠藤憲一、渡部篤郎
脚本：林宏司
主題歌：超特急「Yell」
制作：MMJ

僕のヤバイ妻
主演：伊藤英明
脚本：黒岩勉
主題歌：安室奈美恵「Mint」
制作協力：ケイ ファクトリー
自社完全制作第12弾

ON 異常犯罪捜査官・藤堂比奈子（関西テレビ制作火曜夜10時枠の連続ドラマ最終作）
主演：波瑠
原作：内藤了『ON 猟奇犯罪捜査班・藤堂比奈子』シリーズ（KADOKAWA角川ホラー文庫刊）
脚本：古家和尚
主題歌：［Alexandros］「Swan」
製作協力：ホリプロ
自社完全制作第13弾
火曜21時枠への1時間繰り上げに伴い、第2期が終了して以降は一貫してバラエティ番組（この期間も関西テレビ制作）の編成が続いている。

## 第2期のネット局
| 放送対象地域   | 放送局                    | 系列                                         | 放送曜日・時間                | CMの原則形態       | 放送形態   |
| -------------- | ------------------------- | -------------------------------------------- | ----------------------------- | ------------------ | ---------- |
| 近畿広域圏     | 関西テレビ（KTV）         | フジテレビ系列                               | 火曜日 22:00 - 22:54          | スポンサードネット | 制作局     |
| 北海道         | 北海道文化放送（UHB）     | フジテレビ系列                               | 火曜日 22:00 - 22:54          | スポンサードネット | 同時ネット |
| 岩手県         | 岩手めんこいテレビ（mit） | フジテレビ系列                               | 火曜日 22:00 - 22:54          | スポンサードネット | 同時ネット |
| 宮城県         | 仙台放送（OX）            | フジテレビ系列                               | 火曜日 22:00 - 22:54          | スポンサードネット | 同時ネット |
| 秋田県         | 秋田テレビ（AKT）         | フジテレビ系列                               | 火曜日 22:00 - 22:54          | スポンサードネット | 同時ネット |
| 山形県         | さくらんぼテレビ（SAY）   | フジテレビ系列                               | 火曜日 22:00 - 22:54          | スポンサードネット | 同時ネット |
| 福島県         | 福島テレビ（FTV）         | フジテレビ系列                               | 火曜日 22:00 - 22:54          | スポンサードネット | 同時ネット |
| 関東広域圏     | フジテレビ（CX）          | フジテレビ系列                               | 火曜日 22:00 - 22:54          | スポンサードネット | 同時ネット |
| 新潟県         | 新潟総合テレビ（NST）     | フジテレビ系列                               | 火曜日 22:00 - 22:54          | スポンサードネット | 同時ネット |
| 長野県         | 長野放送（NBS）           | フジテレビ系列                               | 火曜日 22:00 - 22:54          | スポンサードネット | 同時ネット |
| 富山県         | 富山テレビ（BBT）         | フジテレビ系列                               | 火曜日 22:00 - 22:54          | スポンサードネット | 同時ネット |
| 石川県         | 石川テレビ（ITC）         | フジテレビ系列                               | 火曜日 22:00 - 22:54          | スポンサードネット | 同時ネット |
| 福井県         | 福井テレビ（FTB）         | フジテレビ系列                               | 火曜日 22:00 - 22:54          | スポンサードネット | 同時ネット |
| 静岡県         | テレビ静岡（SUT）         | フジテレビ系列                               | 火曜日 22:00 - 22:54          | スポンサードネット | 同時ネット |
| 中京広域圏     | 東海テレビ（THK）         | フジテレビ系列                               | 火曜日 22:00 - 22:54          | スポンサードネット | 同時ネット |
| 島根県・鳥取県 | 山陰中央テレビ（TSK）     | フジテレビ系列                               | 火曜日 22:00 - 22:54          | スポンサードネット | 同時ネット |
| 岡山県・香川県 | 岡山放送（OHK）           | フジテレビ系列                               | 火曜日 22:00 - 22:54          | スポンサードネット | 同時ネット |
| 広島県         | テレビ新広島（TSS）       | フジテレビ系列                               | 火曜日 22:00 - 22:54          | スポンサードネット | 同時ネット |
| 愛媛県         | テレビ愛媛（EBC）         | フジテレビ系列                               | 火曜日 22:00 - 22:54          | スポンサードネット | 同時ネット |
| 高知県         | 高知さんさんテレビ（KSS） | フジテレビ系列                               | 火曜日 22:00 - 22:54          | スポンサードネット | 同時ネット |
| 福岡県         | テレビ西日本（TNC）       | フジテレビ系列                               | 火曜日 22:00 - 22:54          | スポンサードネット | 同時ネット |
| 佐賀県         | サガテレビ（STS）         | フジテレビ系列                               | 火曜日 22:00 - 22:54          | スポンサードネット | 同時ネット |
| 長崎県         | テレビ長崎（KTN）         | フジテレビ系列                               | 火曜日 22:00 - 22:54          | スポンサードネット | 同時ネット |
| 熊本県         | テレビ熊本（TKU）         | フジテレビ系列                               | 火曜日 22:00 - 22:54          | スポンサードネット | 同時ネット |
| 大分県         | テレビ大分（TOS）         | 日本テレビ系列 フジテレビ系列                | 火曜日 22:00 - 22:54          | スポンサードネット | 同時ネット |
| 鹿児島県       | 鹿児島テレビ（KTS）       | フジテレビ系列                               | 火曜日 22:00 - 22:54          | スポンサードネット | 同時ネット |
| 沖縄県         | 沖縄テレビ（OTV）         | フジテレビ系列                               | 火曜日 22:00 - 22:54          | スポンサードネット | 同時ネット |
| 青森県         | 青森テレビ（ATV）         | TBS系列                                      | 主に平日午後に帯で放送        | 番販ネット         | 不定期     |
| 山梨県         | テレビ山梨（UTY）         | TBS系列                                      | 主に平日夕方に帯で放送        | 番販ネット         | 不定期     |
| 山口県         | テレビ山口（TYS）         | TBS系列                                      | 平日13:55 - 14:50（集中放送） | 番販ネット         | 不定期     |
| 宮崎県         | テレビ宮崎（UMK）         | フジテレビ系列 日本テレビ系列 テレビ朝日系列 | 主に平日午後に集中放送        | 番販ネット         | 不定期     |

- 作品によって初回および最終回は放送枠が拡大されることがあった。中でも、『ゴーイング マイ ホーム』の初回[t 23]や、『いいひと。』と『マザー&ラヴァー』は最終回を2時間スペシャルとして放送した。

## 主なスタッフ

### 廃枠時点のスタッフ
- 編成：天野光晴、野村亙、南口博孝 ほか

その他、在京キー局のフジテレビ編成局編成部所属のプロデューサーも編成担当として作品ごとに1名参加していた。
- 宣伝/広報：北村友香理、前田香久、栄川歩美、宮内覚、豊増雄　ほか
- プロデューサー（チーフプロデューサー）：笠置高弘、三宅喜重、豊福陽子、河西秀幸、木村淳、萩原崇　ほか
- 演出：三宅喜重、白木啓一郎　ほか

### 廃枠時点では担当していなかったスタッフ
- 編成：植村泰之、金谷卓也、小杉大二、尾上太基、西澤宏隆、東田元
- プロデューサー：重松圭一、安藤和久
- 宣伝：大村節子、前田ひとみ、山本真央美、日下俊彦